# 2-Ethylbuttersäure
2-Ethylbuttersäure ist eine chemische Verbindung aus der Gruppe der Carbonsäuren.

## Vorkommen
2-Ethylbuttersäure kommt in Tabakrauch vor.

## Gewinnung und Darstellung
2-Ethylbuttersäure kann durch Decarboxylierung von Diethylmalonsäure gewonnen werden.

## Eigenschaften
2-Ethylbuttersäure ist eine brennbare, schwer entzündbare, farblose Flüssigkeit mit schwachem Geruch, die wenig löslich in Wasser ist.

## Verwendung
2-Ethylbuttersäure wird als Aromastoff und als Zwischenprodukt für Pharmazeutika (zum Beispiel Carbromal), Farbstoffe, Ester und andere Chemikalien verwendet. Es ist als Futtermittelzusatzstoffe für alle Tierarten zugelassen.